# Historia Żydów w Grajewie
Pierwsze wzmianki o żydowskich mieszkańcach Grajewa pochodzą z końca XVII w. W 1676 roku zgodnie ze spisem pogłównego po potopie szwedzkim pośród 35 mieszkańców wymienianych jest 2 Żydów z żonami. W końcu XIX w. i na pocz. XX w. nastąpił znaczny wzrost liczby żydowskich mieszkańców Grajewa. W latach 1890–1914 udział Żydów wśród mieszkańców wahał się na poziomie 60–70%. Zajmowali się głównie handlem, rzemiosłem i drobną wytwórczością (fabryczki wyrobów gumowych, materiałów budowlanych, młyny, gorzelnie).
Hebrajska szkoła początkowa powstała ok. 1900 roku. Działał też cheder prowadzony przez Abrahama Mordechaja Fiorkę, który wydawał też hebrajskie pismo dla dzieci. Gmina żydowska posiadała dwie synagogi (przy ul. Rudzkiej i ul. Powiatowej), cmentarz pomiędzy ul. Rudzką a Ślepym Jeziorkiem, mykwę przy ul. Łaziennej. W okresie międzywojennym odsetek ten zmalał, jednak w 1939 roku wśród 9173 mieszkańców 3850 osób, a więc 38,6% stanowili Żydzi. Wzajemne antagonizmy pogłębił okres okupacji sowieckiej tych terenów w okresie wrzesień 1939 – czerwiec 1941. Sowieci zatrudnili Żydów w nowym aparacie biurokratycznym i gospodarczym.

## Pogrom Żydów w Grajewie
Po rozpoczęciu operacji „Barbarossa” do leżącego tuż przy granicy Prus Wschodnich Grajewa wkroczyli niemieccy strażnicy graniczni, którzy zajęli stację kolejową, urząd pocztowy i wszystkie inne instytucje administracji sowieckiej. 24 czerwca pojawili się żołnierze Wehrmachtu. Dalszy przebieg wydarzeń znamy przede wszystkim z relacji Zeliga Tenenbauma. Relacja ta jest szczególnie cenna, gdyż spisana została w lipcu 1943 roku, na miesiąc przed likwidacją białostockiego getta. Według tej relacji pierwszy tydzień okupacji minął spokojnie. Pogrom wybuchł po nabożeństwie w niedzielę 29 czerwca. Zabito około 10 Żydów, a 30 zostało rannych. Po godzinie – relacjonuje Tenenbaum – pokazali się niemieccy żandarmi, rozpędzili pogromczyków, zabrali ze sobą trzech chłopaków i zastrzelili ich koło kościoła. „U nas nie może być żadnych pogromów” surowo ostrzegli żandarmi i uspokoiło się.
Pogrom potępił też miejscowy katolicki ksiądz, Aleksander Pęza, który w czasie mszy wzywał, by chrześcijanie nie współpracowali z Niemcami i nie dali się wciągać w antyżydowskie prowokacje. Ksiądz Pęza zginął rozstrzelany przez Niemców w 1943 roku. Zginął także inny Polak, który protestował przeciw pogromowi, przedwojenny komunista Henryk Sobolewski, został pochowany na cmentarzu żydowskim.
30 czerwca w Grajewie pojawili się esesmani i Gestapo. Niemcy zarządzili, aby wszyscy żydowscy mężczyźni zgromadzili się na rynku. Po niedzielnej akcji żandarmów nie przeczuwano niczego złego. Zgromadziło się około 500 osób. Żydów ustawiono w szeregach i wezwano wczorajszych pogromyczków, Polaków, którzy uzbrojeni w kije i gumowe pałki stali spokojnie obok gestapowców. (Niemcy) kazali im wskazać komunistów (…) Polacy chętnie wskazywali palcem, kto im tylko przyszedł (do głowy). Wskazani musieli wystąpić z szeregu, a Polacy potwornie ich bili gumami, kijami i wszystkim, co mieli pod ręką. Bili tylko Polacy. Niemcy się nie wtrącali, stali tylko wokół, przyglądali się śmiali i dodawali pogromczykom odwagi. Na noc Żydów zamknięto w dawnej synagodze, gdzie nadal się nad nimi znęcano. Gdy następnego dnia gestapowcy wyjechali, żandarmi uwolnili aresztowanych. Po trzech dniach, 3 lipca oddział specjalny znów się pojawił w Grajewie, ponownie nakazano Żydom stawić się, tym razem na targu bydła, za miastem. Powtórzyły się sceny z 30 czerwca, czyli wskazywanie „komunistów” i znęcanie się nad nimi. Ponownie zamknięto Żydów w synagodze, tym razem jednak nadzór nad nimi powierzono miejscowym.
Zachowane relacje wypełniają opisy tortur, jakimi poddawano uwięzionych, a także gwałtów, gdyż do uwięzionych dołączono kobiety i dziewczęta. Niemcy mordowali osoby starsze i komunistów. Największa masowa egzekucja odbyła się 7 lipca na żydowskim cmentarzu. Zabito wówczas 110 osób kobiet i mężczyzn. Egzekucji tej dokonał oddział Einsatzkommando 8 dowodzony przez Otto Bradfisha. Po tej zbrodni, według relacji Tenebauma, w Grajewie pozostało 1600 Żydów, wliczając w to niemowlęta.
10 sierpnia ukazało się rozporządzenie o utworzeniu w Grajewie zamkniętego getta. Obejmowało ono ulice: Dolną, Łazienną i część Zielonej. Poza Żydami grajewskimi w getcie znaleźli się również Żydzi z Augustowa, Szczuczyna i Rajgrodu. W sumie przebywało w nim ok. 4500 osób.
Likwidacja grajewskiego getta miała miejsce 2 listopada 1942 roku. Po przejściu przez kolejny obóz w Boguszach grajewscy Żydzi zostali wymordowani w nazistowskich obozach zagłady w Treblince i w Auschwitz.